# Petra Hoffmann Zschocher
Petra Hoffmann Zschocher (* 13. Dezember 1946 in Leipzig) ist eine deutsche Biochemikerin, die in der Friedlichen Revolution 1989 politisch aktiv wurde.
Sie nahm als SPD-Politikerin am Runden Tisch des Bezirks Halle von Dezember 1989 bis Mai 1990 teil. Vom SPD (DDR)-Parteitag im Februar 1990 bis zum Einigungsparteitag der SPD am 26. September 1990 war sie Mitglied des SPD-Parteivorstands der DDR, wurde dort in die nun gesamtdeutschen Kontrollkommission der SPD gewählt und blieb deren Mitglied bis 2005.

Die Ereignisse zwischen dem Herbst 1989 und der Wiedervereinigung der beiden deutschen Staaten am 3. Oktober 1990 beschrieb sie in ihrem ersten Buch. Darauf aufbauend wurde sie zur literarischen Chronistin der Entwicklung in Deutschland und Europa und zur Zeitzeugin der Bundesstiftung zur Aufarbeitung der SED-Diktatur.

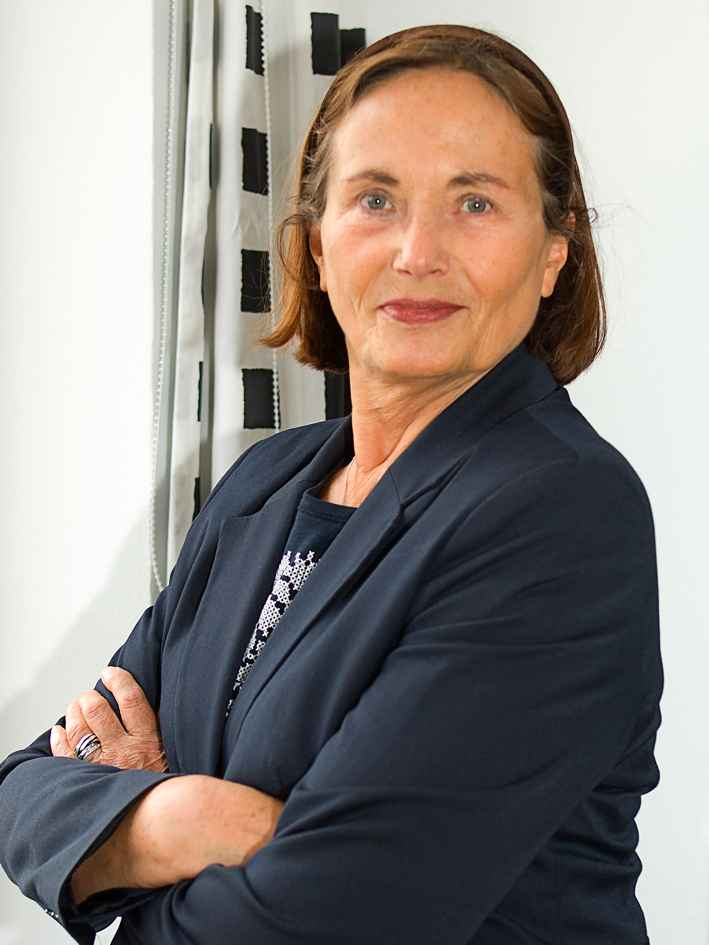
Petra Hoffmann Zschocher

## Leben
Petra Hoffmann wurde als Petra Zschocher geboren; sie ist das Kind antifaschistisch geprägter Eltern und hatte einen jüngeren Bruder.
Ihr Vater und ihr Großvater gehörten 1945 zu den Überlebenden des KZ Buchenwald. Ihre Mutter war in den frühen DDR-Jahren Funktionärin der Gesellschaft für Deutsch-Sowjetischen-Freundschaft (DSF) bzw. der Sozialistischen Einheitspartei Deutschlands (SED). Ihre Eltern trennten sich, als die Kinder drei und eineinhalb Jahre alt waren. Die Geschwister verbrachten danach einige Jahre in DDR-Kinderheimen.
Als Heranwachsende war Petra Zschocher aktives Mitglied der Pionierorganisation Ernst Thälmann und der Freien Deutschen Jugend (FDJ). Als Jugendliche entwickelte sie eine zunehmend kritische Einstellung gegenüber der herrschenden Staatspartei SED und gegenüber ihren Eltern.
Nach dem Abitur in Leipzig studierte sie Chemie an der Martin-Luther-Universität Halle-Wittenberg und machte 1970 einen akademischen Abschluss als Diplom-Chemikerin. 1975 wurde sie in Biowissenschaften an der Universität in Halle promoviert. Von 1975 bis 1990 arbeitete sie vorwiegend als wissenschaftliche Mitarbeiterin in der Biochemie und in der Universitätsmedizin Halle.
Ab Mai 1990 war sie zunächst Ratsmitglied, später Ressortleiterin für Gleichstellung beim Rat des DDR-Bezirks Halle bis nach der Wiedervereinigung von Ost- und Westdeutschland am 3. Oktober 1990. Mit ihren Mitarbeiterinnen baute sie bis Dezember 1990 ein kommunales Gleichstellungsnetzwerk auf. Sie wechselte 1991 in die Landesverwaltung des Bundeslandes Sachsen-Anhalt, das am 3. Oktober 1990 erneut entstand.
1996 arbeitete sie ein Jahr als Nationale Sachverständige (Delors-Programm) bei der Europäischen Kommission in Brüssel. Von 1999 bis 2008 war sie in der sachsen-anhaltischen Landeshauptstadt Magdeburg als Referentin für Europapolitik der Staatskanzlei und später im Presseamt der Landesregierung (Pressestelle) beschäftigt. 2004 arbeitete sie als Länderbeamtin ein Jahr in der Europaabteilung des Auswärtigen Amts. Von 2008 bis 2010 arbeitete sie als Redakteurin (als Journalistin) in der Pressestelle an der Martin-Luther-Universität Halle-Wittenberg, bevor sie 2012 in Rente ging.

## Wirken
Petra Hoffmann Zschocher ist eine literarische Chronistin der Montagsdemonstrationen 1989/1990 der Bürgerrechtsbewegung in der DDR, vor allem in Halle (Saale). Dabei stellt sie das Selbsterlebte in einen größeren geschichtlichen Zusammenhang.
Sie äußert sich in zeitgeschichtlichen Prosa-Texten, Gedichten und Tagebüchern unter anderem zur europäischen Integration und die eng mit der Kulturgeschichte in Mitteleuropa verbundene Eigenständigkeit der ukrainischen Kultur.
Gegen die Verwendung des Begriffs „Montagsdemonstrationen“ z. B. durch die rechtsextreme, sogenannte „Neue Rechte“ wie Pegida/Legida in Leipzig und AfD wehrt sie sich entschieden.
Ihre häufigste literarische Ausdrucksform ist das Tagebuch. Sie pflegt einen naturwissenschaftlich zu nennenden, knapp-präzisen Erzählstil, der an die Werke Georg Büchners erinnert. Seit Erscheinen ihres ersten Buches 2009 veröffentlichte sie zahlreiche weitere Werke. 2016 erörterte sie u. a. die kulturellen Zusammenhänge zwischen Polen, der ehemaligen Habsburgermonarchie und der Westukraine, nach einer Autorenreise.
Die wachsenden Einwirkungsversuche osteuropäischer Diktatoren auf die nationale und europäische Politik sowie auf die deutsche Parteienlandschaft beschreibt Petra Hoffmann Zschocher in ihren Werken als sehr reale Bedrohung für die Freiheit und die Rechtsstaatlichkeit in Europa. Sie engagiert sich aktiv gegen Fremdenfeindlichkeit und gegen den Einfluss der gesichert rechtsextremen „Neuen Rechten“, z. B. in Gestalt der AfD im Magdeburger Landtag und in den Kommunen des Bundeslandes Sachsen-Anhalt.
Als sie 2017 an einem nicht gutartigen Tumor erkrankte, schrieb sie darüber in einem Tagebuch, das später veröffentlicht wurde.
Als Schriftstellerin verwendet sie seit 2010 den Namen Petra Hoffmann Zschocher. Als Mitglied der Hochschulinitiative Demokratischer Sozialismus (HDS) veröffentlicht sie seit fünf Jahren regelmäßig Texte aus ostdeutscher Sicht.
Seit 2011 gehört sie zu den Zeitzeuginnen der Bundesstiftung zur Aufarbeitung der SED-Diktatur in Berlin.

## Schriften
- mit Gaston Isoz (Drucker, Buchgestalter): Von der Montagsdemo zur Demokratie: Tagebuchnotizen 1989/1990. Vorwärts-Buch, Berlin, 2009, ISBN 978-3-86602-380-2.
- Zwischentöne. Förderkreis der Schriftsteller in Sachsen-Anhalt, Hallesche Autorenhefte 59, Halle (Saale) 2014.
- Der Große Fluss. Hundert Gedichte. Schäfer Druck und Verlag, Halle (Saale) 2016.
- Himmel und Meer. Erinnerungen, Rezensionen, Gedichte. Schäfer Druck und Verlag, Halle (Saale) 2017.
- Eine Reise nach Czernowitz. In: Friedrich-Bödecker-Kreis in Sachsen-Anhalt (Hrsg.): oda – Ort der Augen – die Literaturzeitschrift Sachsen-Anhalts 02/2017, S. 81–83.
- Europas Gekreuzte Wege. Zeitreisen in Kurzgeschichten, Shaker Media, Düren 2022, ISBN 978-3-95631-895-5
- Lyrische Heilungsversuche. Wie Liebe und Freundschaft gehört auch Krankheit zum Leben. In: Florian Steger (Hrsg.), Jahrbuch Literatur und Medizin, Band X, 2018, S. 149–170; Universitätsverlag Winter, Heidelberg 2018 (PDF).

## Auszeichnungen und Ehrungen
Petra Hoffmann Zschocher ist eine anerkannte Zeitzeugin.